# Qū Cham
Qū Cham (persiska: قو چم, قِشم) är en ort i Iran.   Den ligger i provinsen Kurdistan, i den nordvästra delen av landet, 400 km väster om huvudstaden Teheran. Qū Cham ligger 1 828 meter över havet och antalet invånare är 114.
Terrängen runt Qū Cham är platt åt sydväst, men åt nordost är den kuperad. Runt Qū Cham är det ganska tätbefolkat, med 58 invånare per kvadratkilometer. Närmaste större samhälle är Dehgolān, 19,2 km söder om Qū Cham. Trakten runt Qū Cham består i huvudsak av gräsmarker.